# 경주 이씨 양월문중 소장 고문서 및 전적
경주이씨 양월문중 소장 고문서 및 전적(慶州李氏 楊月門中 所藏 古文書 및 典籍)은 대한민국 경상북도 경주시에 있는 조선시대의 고문서 및 전적이다. 2007년 7월 30일 경상북도의 유형문화재 제401호로 지정되었다.

## 문화재 지정사유
문화재로 지정 신청한 고문서(古文書) 및 전적(典籍)은 경주에 세거해 온 경주이씨 양월문중 소장의 교지(敎旨), 호구단자(戶口單子), 소지(所志), 完議, 立議, 유향소(留鄕所) 관련 고문서 및 필사원류, 귀강서원(龜岡書院) 관련 필사원본류, 죽헌집(竹軒集) 등이다. 이들 고문서는 유일본으로서 관찬사료의 미비점을 보완한다는 점에서 자료적 가치가 높다. 특히 조선시대 유향소관련 문건과 경산 자인현 유향소(留鄕所) 분설(分設)에 따른 서목(書目), 보문평(普門坪) 개간을 둘러싸고 야기된 갈등으로 품관(品官)과 역리(驛吏)들이 작성한 완의(完議)와 소지(所志) 등은 귀중한 자료로 평가되고 있다. 따라서 “경주이씨 양월문중 소장 고문서 및 전적”을 일괄(一括, 317點 2冊)하여 유형문화재(有形文化財)로 지정한다.

## 참고 자료
- 경주이씨 양월문중 소장 고문서 및 전적 - 국가유산청 국가유산포털